# North Ogden (Utah)
North Ogden es una ciudad del condado de Weber, estado de Utah, Estados Unidos. Según el censo de los Estados Unidos de 2020 la población era de 20 916 habitantes.

## Geografía
North Ogden se encuentra en las coordenadas 41°18′36″N 111°57′32″O / 41.31000, -111.95889.
Según la oficina del censo de Estados Unidos, la ciudad tiene una superficie total de 7,04 millas cuadradas (18,2 km²). No tiene superficie cubierta de agua.